# 2005 في ألمانيا
أحداث عام 2005م في ألمانيا   

## مناصب
- رئيس ألمانيا، هورست كولر
- مستشار الاتحاد الألماني، غيرهارد شرودر (حتى 22 نوفمبر)، أنغيلا ميركل (ابتداءاً من 22 نوفمبر)

## احداث
- 20 يناير : قضية الفيزا الألمانية
- 7 فبراير : قضية قتل خاتون سروس
- 12 فبراير : مسابقة أغنية الرؤية الاتحادية 2005
- 12 أبريل : قضية رهائن إنيبهتال
- 16-21 أغسطس: اليوم العالمي للشباب 2005 في كولونيا

## انتخابات
- الانتخابات الفيدرالية الألمانية، 2005
- انتخابات ولاية شمال الراين وستفاليا، 2005
- انتخابات ولاية شليسفيغ هولشتاين، 2005

## رياضة
- فضيحة الدوري الألماني (2005)
- الدوري الألماني لكرة القدم 2004–05
- 2004-05 2. الدوري الألماني
- كأس القارات 2005
- 2004–05 موسم هوكي الجليد للدوري الألماني
- جائزة ألمانيا الكبرى 2005
- جائزة أوروبا الكبرى 2005
- جائزة ألمانيا الكبرى للدراجات النارية 2005
- 2005 بي أم دبليو المفتوحة

## وفايات
- 14 يناير - رودولف موشامير، مصمم أزياء ألماني (ولد في 1940)
- 6 مارس - هانز بيته، عالم فيزياء نووية ألماني (مواليد 1906)
- 1 أبريل - هارالد يوهانك، ممثل و كوميدي ألماني (مواليد 1929)
- 8 يوليو - بيتر بونليش، صحفي ألماني (ولد في 1927)